# Prosoplus luzonicus
Prosoplus luzonicus är en skalbaggsart som beskrevs av Stefan von Breuning 1960. Prosoplus luzonicus ingår i släktet Prosoplus och familjen långhorningar.
Artens utbredningsområde är Filippinerna. Inga underarter finns listade i Catalogue of Life.